# 科贝尔莱卡巴讷
科贝尔莱卡巴讷（法語：Corbère-les-Cabanes，法語發音：[kɔʁbɛʁ le kaban] ⓘ）是法国东比利牛斯省的一个市镇，属于佩皮尼昂区。

## 地理
科贝尔莱卡巴讷（42°39'29"N, 2°40'33"E）面积4.14 平方千米，位于法国奧克西塔尼大區东比利牛斯省，该省份为法国大陆部分最南部的省份，涵盖了北加泰罗尼亚，北起奥德省，西接阿列日省和安道尔，南与西班牙接壤，东临地中海。
与科贝尔莱卡巴讷接壤的市镇（或旧市镇、城区）包括：米亚斯、卡梅拉斯、科贝尔。

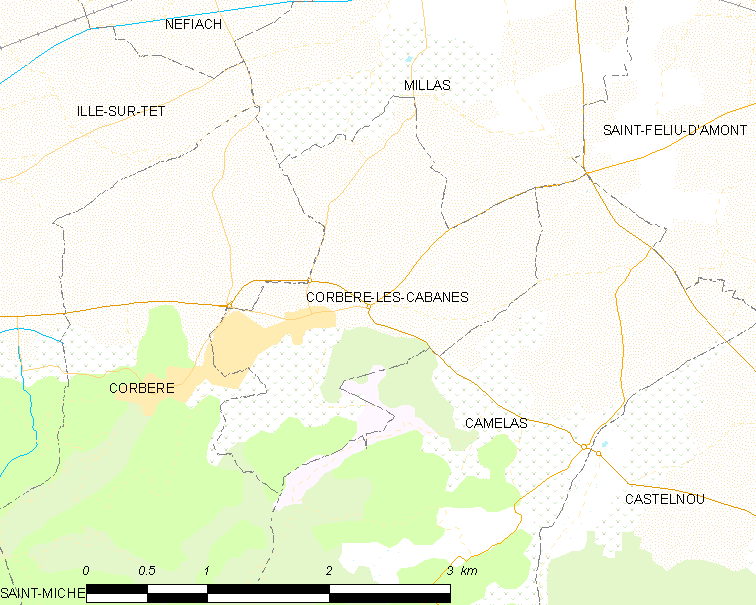
科贝尔莱卡巴讷的OSM定位图

科贝尔莱卡巴讷的时区为UTC+01:00、UTC+02:00（夏令时）。

## 行政
科贝尔莱卡巴讷的邮政编码为66130，INSEE市镇编码为66056。

## 政治
科贝尔莱卡巴讷所属的省级选区为泰特河谷县。

## 人口

1962-2008年间科贝尔莱卡巴讷人口变化图示

科贝尔莱卡巴讷于2022年1月1日时的人口数量为1155人。